# 徐国夫
徐国夫（1914年12月—2004年8月），中国人民解放军将领、中国人民解放军开国少将。
曾任40军（今40集團軍）副军长兼参谋长，参与指挥砥平里之战。1955年，授予中国人民解放军少将。